# 東諸県郡

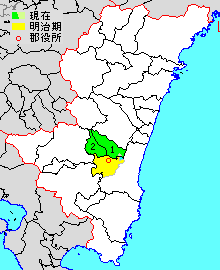
宮崎県東諸県郡の位置（1.国富町 2.綾町 薄緑・水色：後に他郡から編入した区域）

東諸県郡（ひがしもろかたぐん）は、宮崎県の郡。
人口23,999人、面積225.82km²、人口密度106人/km²。（2025年2月1日、推計人口）
以下の2町を含む。
- 国富町（くにとみちょう）
- 綾町（あやちょう）

## 郡域
1884年（明治17年）に行政区画として発足した当時の郡域は、下記の区域にあたる。
- 宮崎市の一部（吉野・糸原・有田・高岡町各町および田野町乙のうち野崎・東原・鹿毛）
- 国富町の大部分（宮王丸を除く）
- 綾町の全域

## 歴史

### 郡発足までの沿革
- 「旧高旧領取調帳」に記載されている明治初年時点での、諸県郡のうち後の本郡域の支配は以下の通り。（1町30村）

| 知行   | 知行         | 村数     | 村名 |
| ------ | ------------ | -------- | --- |
| 幕府領 | 西国筋郡代   | 5村      | 須志田村、森永村、本庄村、竹田村、塚原村 |
| 幕府領 | 旗本領       | 4村      | 岩知野村、吉野村、嵐田村、木脇村 |
| 藩領   | 薩摩鹿児島藩 | 1町 19村 | 穆佐郷（小山田村、下倉永村、上倉永村）、倉岡郷（糸原村、有田村）、高岡郷（高岡町、田尻村、深年村、入野村、向高村、浦之名村、八代北俣村、飯田村、五町村、内山村、高浜村、八代南俣村、花見村）、綾郷（南俣村、北俣村） |
| 藩領   | 日向高鍋藩   | 2村      | 三名村、伊佐生村 |

- 慶応4年
  - 閏4月25日（1868年6月15日） - 幕府領が富高県の管轄となる。
  - 8月17日（1868年10月2日） - 富高県の管轄区域が日田県の管轄となる。
- 明治3年（1870年） - 旗本領が日田県の管轄となる。
- 明治4年
  - 2月 - 領知替えにより、日田県の管轄地域が延岡藩領となる。
  - 7月14日（1871年8月29日） - 廃藩置県により、鹿児島県、高鍋県、延岡県の管轄となる。
  - 11月14日（1871年12月25日） - 第1次府県統合により、後の東諸県郡域のうち概ね大淀川以北（高岡郷）が美々津県、残部が都城県の管轄となる。
- 明治6年（1873年）1月15日 - 全域が宮崎県（第1次）の管轄となる。
- 明治初年 - 本庄村が分割して北本庄村・十日町・六日町・南本庄村となる。（3町31村）
- 明治9年（1876年）8月21日 - 第2次府県統合により鹿児島県の管轄となる。
- 明治12年（1879年）2月17日 - 郡区町村編制法の鹿児島県での施行により、行政区画としての諸県郡が発足。郡役所が都城に設置。
- 明治16年（1883年）5月9日 - 宮崎県（第2次）が発足し、諸県郡のうち同県に所属する区域をもって北諸県郡が発足。

### 郡発足以降の沿革
- 明治17年（1884年）1月26日 - 北諸県郡のうち高岡町ほか3町31村の区域をもって東諸県郡が発足。郡役所が高岡村に設置。

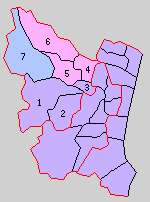
1.高岡村 2.穆佐村 3.倉岡村 4.木脇村 5.本庄村 6.八代村 7.綾村（紫：宮崎市 桃：国富町 青：合併なし）

- 明治22年（1889年）5月1日 - 町村制の施行により、以下の各村が発足。（7村）
  - 高岡村 ← 浦之名村、五町村、内山村、高岡町、飯田村、花見村、高浜村（現・宮崎市）
  - 穆佐村 ← 小山田村、上倉永村、下倉永村、宮水流町[5]（現・宮崎市）
  - 倉岡村 ← 糸原村、柳瀬町[6]、有田村、吉野村、宮崎郡堤内村、金崎村（現・宮崎市）
  - 木脇村 ← 木脇村、岩知野村、塚原村、三名村（現・国富町）
  - 本庄村 ← 須志田村、北本庄村、森永村、竹田村、十日町、六日町、向高村、田尻村、嵐田村、南本庄村、宮崎郡宮王丸村（現・国富町）
  - 八代村 ← 伊佐生村、八代北俣村、八代南俣村、深年村（現・国富町）
  - 綾村 ← 北俣村、南俣村、入野村（現・綾町）
- 明治30年（1897年）4月1日 - 郡制を施行。
- 大正8年（1919年）3月1日 - 本庄村が町制施行して本庄町となる。（1町6村）
- 大正9年（1920年）4月1日 - 高岡村が町制施行して高岡町となる。（2町5村）
- 大正12年（1923年）4月1日 - 郡会が廃止。郡役所は存続。
- 大正15年（1926年）7月1日 - 郡役所が廃止。以降は地域区分名称となる。
- 昭和7年（1932年）10月1日 - 綾村が町制施行して綾町となる。（3町4村）
- 昭和23年（1948年）4月1日 - 高岡町の一部（野崎）が宮崎郡田野村に編入
- 昭和26年（1951年）3月25日 - 倉岡村が宮崎市に編入。（3町3村）
- 昭和30年（1955年）4月1日 - 高岡町・穆佐村が合併し、改めて高岡町が発足。（3町2村）
- 昭和31年（1956年）9月30日 - 本庄町・八代村が合併して国富町が発足。（3町1村）
- 昭和32年（1957年）3月31日 - 木脇村が国富町に編入。（3町）
- 平成18年（2006年）1月1日 - 高岡町が宮崎市に編入。（2町）

### 変遷表
| 明治22年以前 | 明治22年5月1日 | 明治22年 - 昭和19年 | 昭和20年 - 昭和29年          | 昭和30年 - 昭和64年          | 平成1年 - 現在              | 現在   |
| ------------ | -------------- | ------------------- | ---------------------------- | ---------------------------- | --------------------------- | ------ |
|              | 高岡村         | 大正9年4月1日 町制  | 高岡町                       | 昭和30年4月1日 高岡町        | 平成18年1月1日 宮崎市に編入 | 宮崎市 |
|              | 穆佐村         | 穆佐村              | 穆佐村                       | 昭和30年4月1日 高岡町        | 平成18年1月1日 宮崎市に編入 | 宮崎市 |
|              | 倉岡村         | 倉岡村              | 昭和26年3月25日 宮崎市に編入 | 宮崎市                       | 宮崎市                      | 宮崎市 |
|              | 本庄村         | 大正8年3月1日 町制  | 本庄町                       | 昭和31年9月30日 国富町       | 国富町                      | 国富町 |
|              | 八代村         | 八代村              | 八代村                       | 昭和31年9月30日 国富町       | 国富町                      | 国富町 |
|              | 木脇村         | 木脇村              | 木脇村                       | 昭和32年3月31日 国富町に編入 | 国富町                      | 国富町 |
|              | 綾村           | 昭和7年10月1日 町制 | 綾町                         | 綾町                         | 綾町                        | 綾町   |

## 行政
歴代郡長
| 代 | 氏名 | 就任年月日                | 退任年月日                | 備考                   |
| -- | ---- | ------------------------- | ------------------------- | ---------------------- |
| 1  |      | 明治17年（1884年）1月26日 |                           |                        |
|    |      |                           | 大正15年（1926年）6月30日 | 郡役所廃止により、廃官 |

## 方言
現在の東諸県地域の大部分は薩摩藩領であったが、宮崎弁が話されている。これは、倉岡郷・高岡郷・穆佐郷・綾郷は「関外四郷」と呼ばれ、去川関所の外側であったことから他の地域との交流が容易であったためである。